# Barbella pilifera
Barbella pilifera là một loài Rêu trong họ Meteoriaceae. Loài này được Broth. & M. Yasuda mô tả khoa học đầu tiên năm 1926.